# Dinaburg FC
Dinaburg FC är en lettisk fotbollsklubb som spelar i staden Daugavpils. Laget spelar på Celtineka stadion som tar 4070 personer vid fullsatt. Klubbens främsta merit är en seger i den lettiska cupen (1991).